# KZ Royallieu

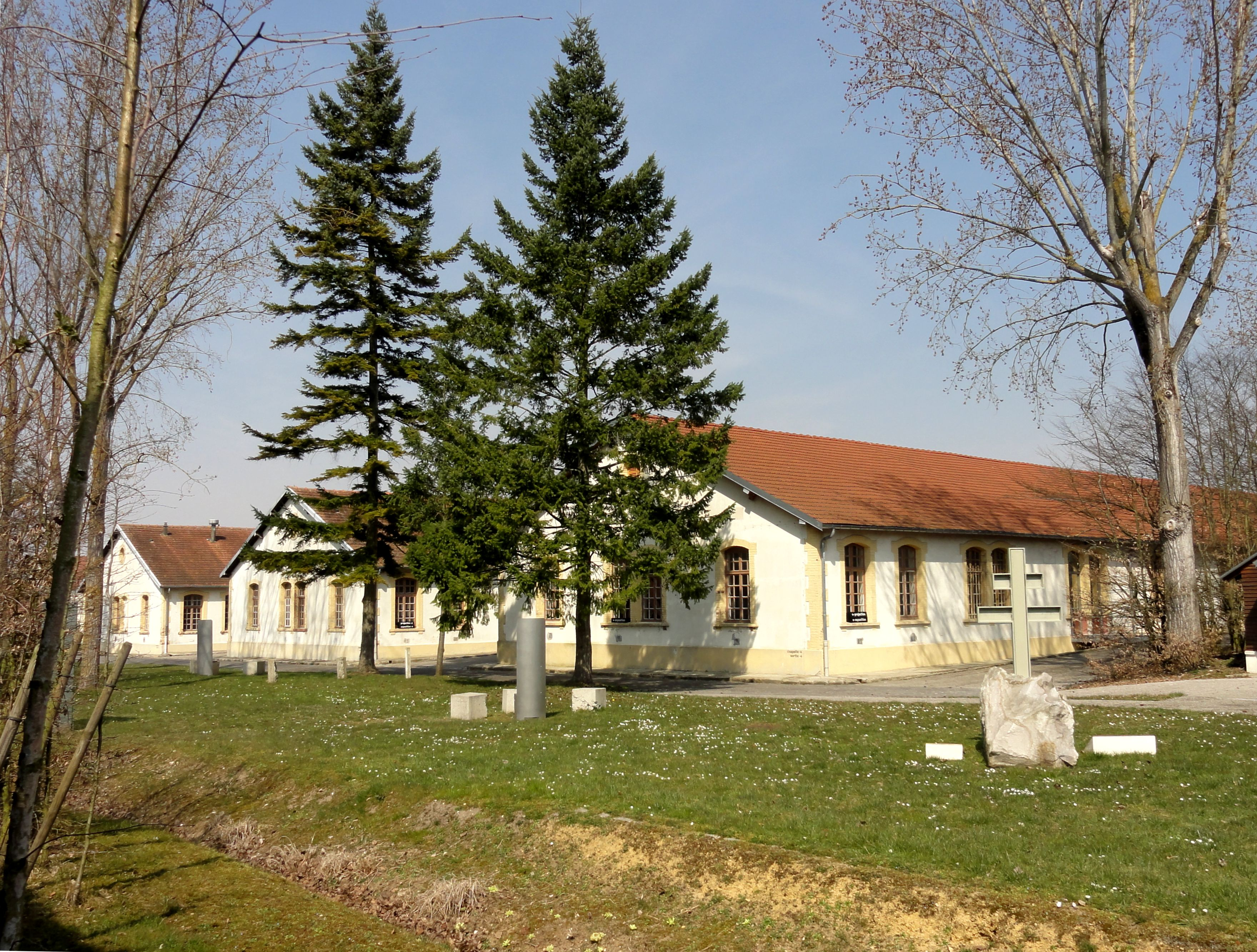
Heutiger Zustand der Lagerbaracken

Das KZ Royallieu (frz. Camp de Royallieu), das auch häufig Frontstalag 122 oder KZ Compiègne genannt wird, lag in der heutigen Region Hauts-de-France, im Département Oise, etwa 65 km nordnordöstlich von Paris in der Stadt Compiègne. Das KZ Royallieu war während der Deutschen Besetzung Frankreichs im Zweiten Weltkrieg nach dem KZ Drancy das zweitgrößte Sammellager und Durchgangslager für Juden, und das größte für Kommunisten und Mitglieder der Résistance. Im KZ Royallieu lebten je nach Belegung zwischen 1.200 und 3.000 Gefangene. Zwischen Juni 1941 und August 1944 durchliefen schätzungsweise 54.000 Internierte das Lager, von denen etwa 50.000 nach Deutschland oder Osteuropa in die Vernichtungslager deportiert wurden. Darüber hinaus wurden in der Umgebung von Compiègne mehrere hundert Kommunisten und Résistancemitglieder als Geiseln erschossen.

## Das Lager

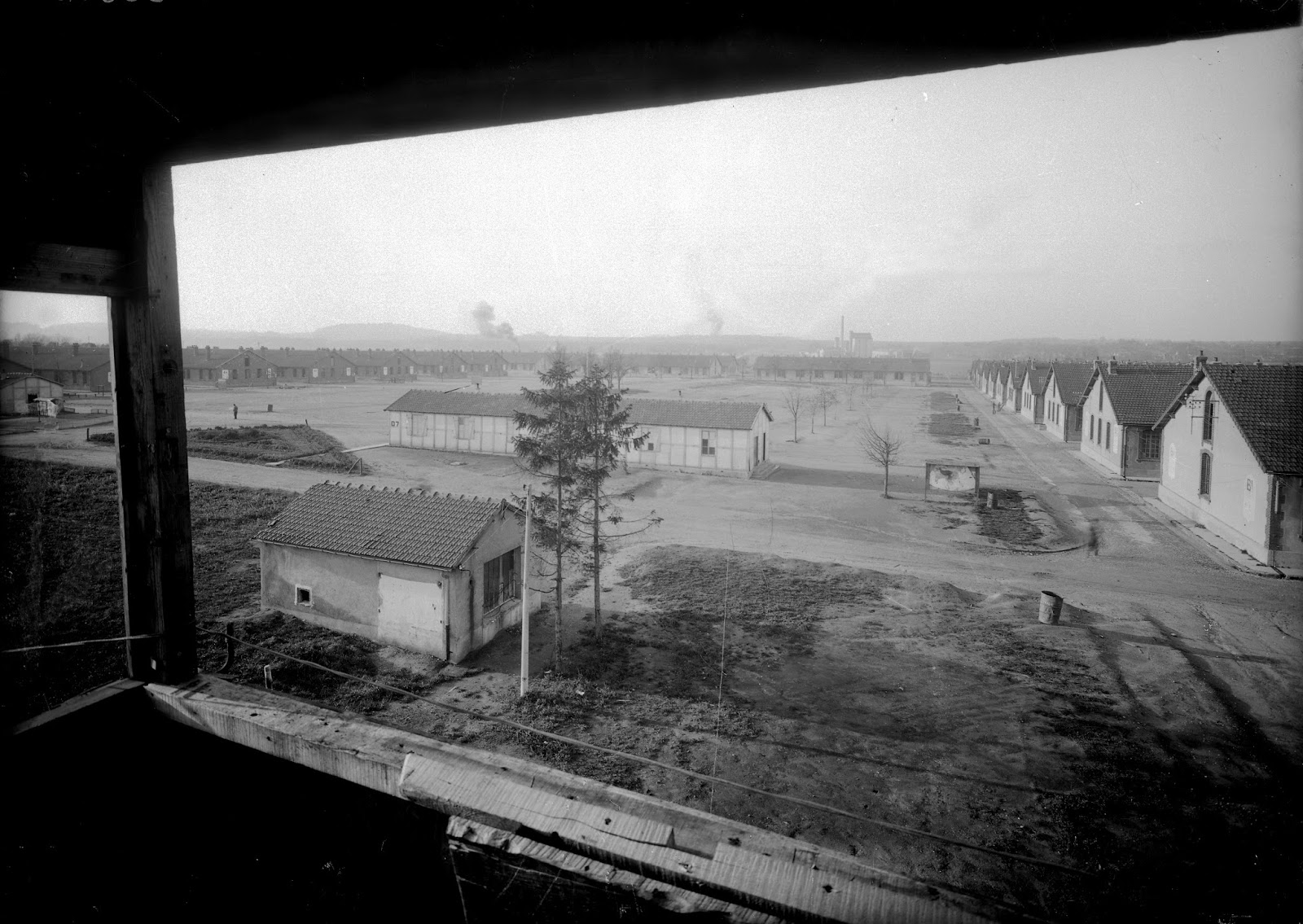
Blick über das KZ Royallieu, aufgenommen zwischen 1942 und 1944

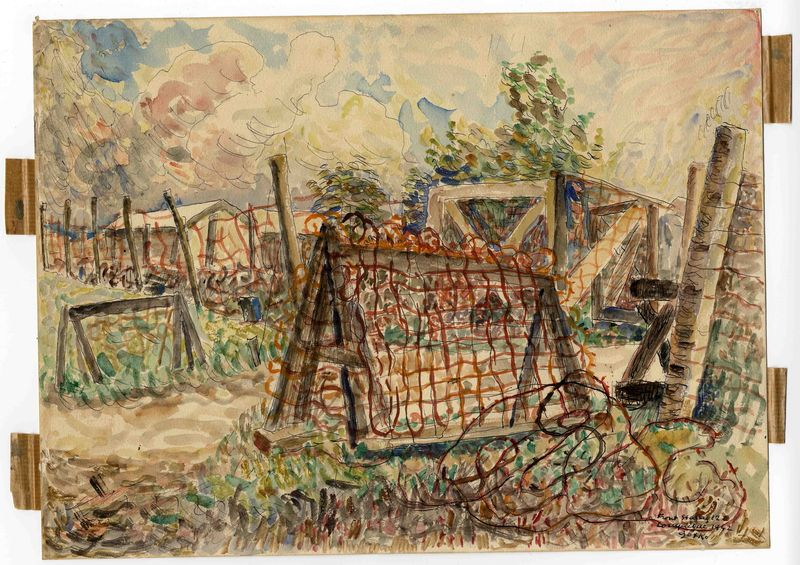
Aquarell von Jacques Gotko eines Tores und einer Baracke im KZ Royallieu

Die Kaserne von Royallieu wurde 1913 erbaut. In ihr war bis 1939 das französische 54. Régiment d’infanterie (Infanterieregiment) stationiert. Während des Ersten Weltkriegs wurde die Kaserne beschlagnahmt und diente von 1914 bis 1918 als Lazarett. In den Jahren 1939–1940 war Royallieu wieder ein Militärkrankenhaus. Nach dem Waffenstillstand am 22. Juni 1940 wurden die Gebäude von der Wehrmacht beschlagnahmt und einen Monat lang als Kasernen sowie als Notunterkunft für zivile Flüchtlinge genutzt. Im September 1940 wird das Lager von Royallieu für Zivilisten geschlossen und mit Stacheldraht eingezäunt. Royallieu ist nun Militärgefängnis mit der Bezeichnung „Frontstalag 170 KN 654“. Sechstausend französische und britische Soldaten wurden dort ab Juni 1940 interniert. Am 21. (oder 22.) Juni 1941 wurde Royallieu für politische Gefangene und Personen, die unter die sogenannten „Rassengesetze“ fallen, in das Internierungs- und Durchgangslager „Frontstalag 122“ umgewandelt.
Die Grundfläche des Lagers war trapezförmig. Es grenzte im Osten auf einer Länge von ca. 425 m an die damalige Rue de Paris, im Westen an einen ca. 325 m langen Parallelweg, im Süden an einen ca. 400 m langen Pfad und im Norden auf 450 m an die damalige Rue du Mouton. Im Stil der bestehenden Bauten wurde das Lager von den Deutschen Besatzern weiter ausgebaut, d. h. sie nutzen die bestehende Militärarchitektur und verstärkten diese durch Mauern, Palisaden und einem Stacheldrahtzaun. Die Zufahrtsstraßen waren durch Schikanen versperrt. Innerhalb der Umzäunung wurde ein dreifaches, 6–8 m tiefes und 2,5 m hohes Stacheldrahtnetz aufgebaut, das auf Spanischen Reiter montiert war, wodurch eine Art „Niemandsland“ entstand. Wachtürme mit Scheinwerfern wurden installiert, um eine 24 stündige Überwachung der Gefangenen sicherzustellen. Die Wachmannschaft lebte außerhalb des Lagers, so dass die Häftlinge regelmäßig im Lager ohne Bewacher lebten.
Die 24 Wohngebäude hatten je eine Länge von 60 Metern und eine Breite von 15 Metern. Sie waren weiss gestrichen und mit einem Ziegeldach gedeckt. Die Gebäude waren „U“-förmigen um einen großen zentralen Platz angeordnet, der als Versammlungs- und Appellplatz diente.

## Die Häftlinge
Im Lager Royallieu lebten je nach Belegung zwischen 1.200 und 3.000 Gefangene. Sie blieben im Schnitt nur einen Monat im Lager, d. h. sie blieben nur bis zu ihrer Deportation in Konzentrations- oder Vernichtungslager in Deutschland oder dem besetzten Osteuropa. Zwischen Juni 1941 und August 1944 durchliefen schätzungsweise 54.000 Internierte das Lager, von denen etwa 50.000 nach Deutschland oder Osteuropa deportiert wurden. Die Lagerverantwortlichen sortierten aus den ankommenden Häftlingen diejenigen aus, die im Lager aufgenommen werden sollten. Es wurden aber auch hunderte Häftlinge zum Missfallen der französischen Behörden abgewiesen, da diese befürchteten, dass die Nichtinternieren Informationen über das Konzentrationslager weiter verbreiten könnten.
Die „U“-förmigen Anordnung der Wohngebäude erleichterte das Lager in drei Sektoren aufzugliedern. Die Lagersektoren waren durch Palisadenzäune voneinander getrennt und jeweils mit Stacheldraht eingezäunt.
- „Lager A“ beherbergte hauptsächlich politische französische Gefangene wie z. B. Kommunisten oder Mitglieder der Résistance, die etwa 70 % der Internierten ausmachten. Diese französischen Häftlinge dienten auch als Geiseln, die bei Anschläge auf die Besatzungstruppen erschossen werden sollten. Allein Lager A bestand aus 12 Gebäuden. Die kommunistischen Aktivisten organisierten ihr eigenes Lagerleben. Sie teilten Kleidung und das wenige Essen und organisierten Schulunterricht für Kinder.[1][4][3]
- „Lager B“ wurden aus sprachlichen Gründen die Gefangenen angelsächsischer Herkunft zugeteilt. Die Französisch sprechenden Häftlinge übersetzten die Befehle der Lagerverantwortlichen.[1][4]
- „Lager C“ nahm russische Staatsangehörige, Frauen  und „besondere“ französische Internierte auf, sogenannte „Ehrenhäftlinge“. Hierbei handelte es sich um hohe Beamte und Offiziere, die eine bevorzugte Behandlung erhielten. Weiter waren in Lager C „schwierige“ Gefangene untergebracht (sogenannte Meuterer) und zwischen Dezember 1941 und Juli 1942 auch Juden.[4]

Mit dem Anstieg der Inhaftierung der jüdischen Bevölkerung Frankreichs wurde ein Teil in Lager C interniert, bevor sie in Vernichtungslager deportiert wurden. Während die Häftlinge der Lager A und B einigermaßen mit Lebensmittel versorgt wurden, verschlechterten sich mit der Aufnahme der Juden in Lager C dort die Lebensbedingungen dramatisch, vor allem durch die unzureichende Versorgung an Nahrungsmitteln und den sehr schlechten hygienischen Zuständen.

## Die Lagerverantwortlichen und das Wachpersonal
Solange das Konzentrationslager bestand, wurde es vollständig in deutscher Verantwortlichkeit geführt (als einziges Lager in Frankreich). Der Leiter der antijüdischen Sektion von Paris, Theodor Dannecker, sowie der Befehlshaber der Sicherheitspolizei und des Sicherheitsdienstes in Paris, Kurt Lischka, trafen alle wichtigen, das Lager betreffenden, Entscheidungen. Heinrich Illers war der Kommandant des Lagers und der Gestapo (Kurt Lischka) unterstellt. Seine Untergebenen organisierten den Lagerbetrieb. Hinzu kommt die SS-Wachmannschaft von der einige Mitglieder durch ihre Brutalität und ihren Sadismus auffielen.

## Geiselerschießungen und Deportationstranporte
Ab Sommer 1941 nahmen Anschläge der Résistance zu. Die deutschen Besatzung reagierte mit verstärkten Repressionen wie z. B der Verordnung, dass für jeden Wehrmachtsangehörigen, der „durch Anschläge aus terroristischen Kreisen“ getötet oder auch nur verwundet worden war,  je zwei „Sühnepersonen“, sprich Geiseln, exekutiert werden sollen; für einen getöteten deutschen Offizier sogar 100 Geiseln. In der Folge, etwa ab Dezember 1941, wurden zahlreiche Geiseln hingerichtet, was zu einem Massenmord an französischen Bürgern und Widerstandskämpfern führte. So wurden beispielsweise nach der Razzia von Marseille vom 22. bis 24. Januar 1943 1.642 festgenommene Personen in das KZ Royallieu verlegt. Die dazu gehörenden 786 Juden (davon 570 französische Staatsbürger) wurden über das Sammellager Drancy in das Vernichtungslager Sobibor deportiert, wo niemand überlebte. Die Geiseln wurden an zwei Hauptorten exekutiert, dem Wald von Compiègne und auf dem Mont Valérien in Suresnes, wo allein am 11. August 1944 93 Häftlinge aus Royallieu hingerichtet wurden.

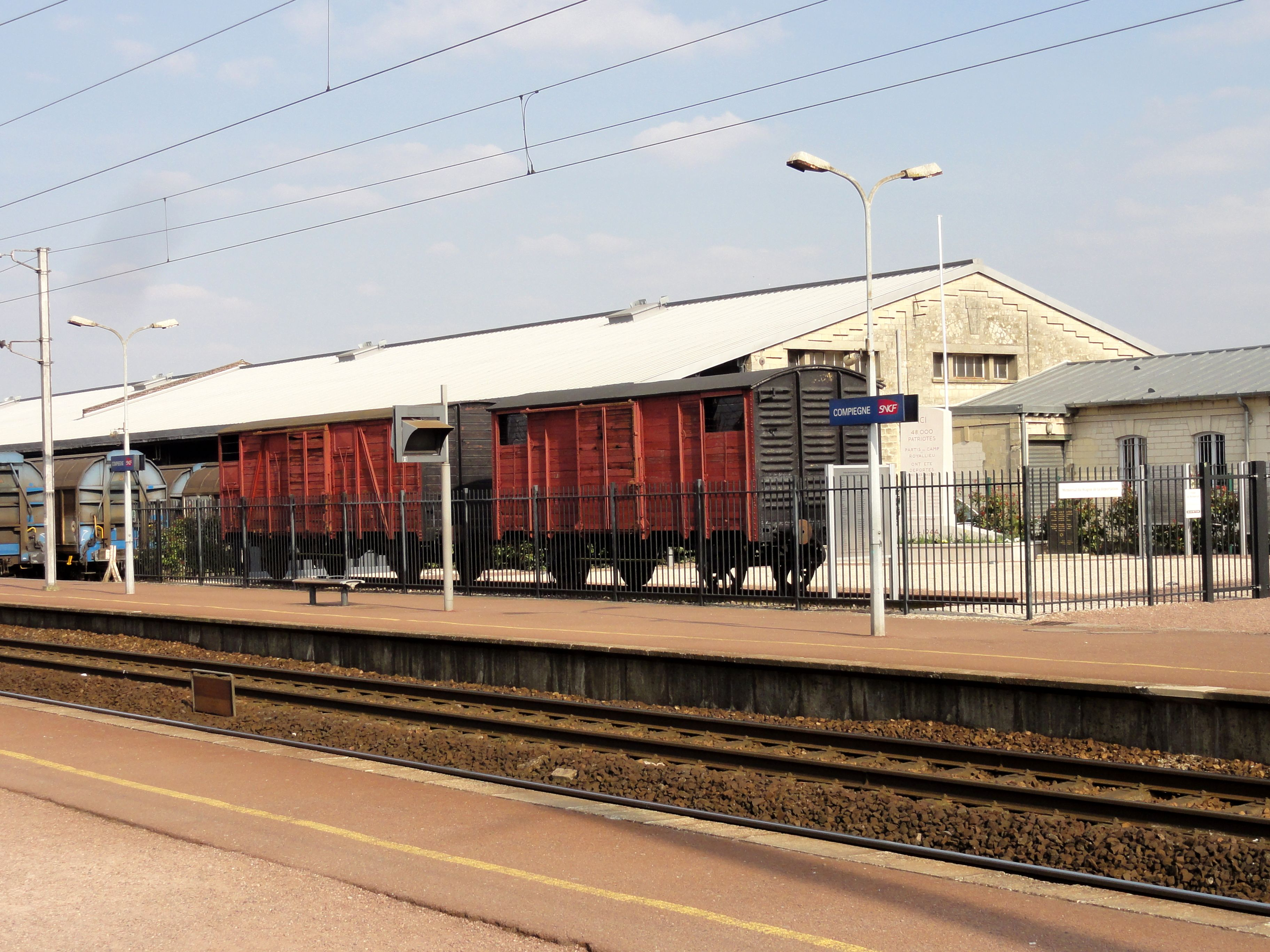
Mémorial - Deportationsbahnsteig

Der erste Transport von Häftlingen in das KZ Auschwitz verließ Royallieu am 6. Juli 1942 mit dem Ziel die „Résistance“ einzuschüchtern und auf weitere Anschlägen zu verzichten. Weitere 25 Transporte folgten in die Konzentrationslager Mauthausen, Ravensbrück, Buchenwald oder Neuengamme, doch das Ziel war bald einfache Vernichtungspolitik. Der letzte Transport startete am 25. August 1944, dieser wurde von den Alliierten in Péronne aufgehalten.
Besonders hervorgehoben werden häufig fünf Transporte in die Vernichtungslager:
- 27. März 1942: „Convoi n° 1“. Erste Deportation von französischen Juden in ein Vernichtungslager (KZ Auschwitz), davon 547 aus dem KZ Royallieu. Die z. T. hochangesehenen Personen wurden am 12. Dezember 1941 in ihren Wohnungen in Paris festgenommen, darunter der Bruder von Léon Blum, ein Senator, ein Oberst und mehrere bekannte Anwälte.[7]

- 6. Juli 1942: „Der Transport der 45.000“. Von den 1.175 Menschen, die in das KZ Auschwitz-Birkenau deportiert wurden, sind dort fast 1.000 umgekommen. Es handelte sich hierbei um die erste der drei „Repressionsdeportationen“, die vom Lager in Compiègne ausgingen und überwiegend aus kommunistischen Aktivisten und Sympathisanten sowie Gewerkschaftsmitgliedern bestand. Diese wurden als erste deportierte Widerstandskämpfer tätowiert, wobei ihre Nummern über 45.000 waren, daher der Name „Transport der 45.000“.[1][8]
- 24. Januar 1943: „Der Transport der 31.000“. 230 Frauen, Kommunistinnen und aus dem französischen Widerstand sowie 1.446 Männer wurden in dieser Respressionsdeportation in Viehwaggons nach Halle an der Saale gebracht, wo der Zug getrennt wurde. Die Männer wurden in das KZ Sachsenhausen weitergeleitet und die Frauen wurden nach Auschwitz geschickt, wo sie mit Nummern über 31.000 tätowiert wurden und Zwangsarbeit verrichten mussten. Von den 230 deportierten Frauen kehrten nur 49 aus der KZ Haft zurück, was einer Sterblichkeitsrate von 79 % entspricht.[9]
- 2. Juli 1944: „Train de la mort“. Ein Transport mit 2.166 (bzw. 2152) Deportierten fuhr in das KZ Dachau. 536 von ihnen starben während der viertägigen (dreitägigen) Fahrt in den Waggons.[8][10] Insgesamt kamen 1.140 Deportierte um.[10]
- 14. August 1944: „Convoi n° 79“. Der letzte am Zielort ankommende Transport: Die Lokomotive des Zuges wurde von zwei Widerstandskämpfern gesprengt. Daraufhin wurden die Häftlinge zu einem Zug gefahren, der im Wald von Compiègne wartete. Dieser Transport fuhr dann am 17. August in das KZ Buchenwald.[8]

In Royallieu wurden etwa 2300 Menschen ermordet. Zwischen dem 6. Juli 1942 und dem 17. August 1944 wurden 37.285 Internierte unter dem Deckmantel „Repression“ deportiert. Dies bedeutet, dass vom KZ Royallieu mehr als 43 % aller 86.827 Personen in die Vernichtungslager transportiert wurden.

## Nachkriegsgeschichte
Das Lager wurde nach dem Zweiten Weltkrieg als Ausbildungszentrum der Luftwaffe genutzt und in „Quartier Royallieu“ umbenannt. Bis in die späten 1950er Jahre absolvierten dort rund 1000 Wehrpflichtige gleichzeitig ihre Gefechtsausbildung, die etwa 2 Monate dauerte. In den 1970er Jahren war das 58. Régiment de commandement et de transmissions (Kommando- und Nachrichtenregiment) im Quartier Royallieu stationiert und von 1979 bis 1997 dann das 51. Régiment de transmission (Kommunikationregiment). Schließlich zog sich die Armee von dem Gelände zurück und die Errichtung einer Gedenkstätte an diesem Ort wurde in den folgenden Jahren umgesetzt.
Ein Denkmal an die Deportationen wurde am 23. Februar 2008 eingeweiht.